# Anna pomorska (1590–1660)
Anna pomorska, Anna von Croy und Aerschot, Anna de Croÿ, Anna Gryfitka (ur. 3 października 1590 w Bardzie, zm. 7 lipca 1660 w Słupsku) – księżniczka pomorska, księżna Croy, córka Bogusława XIII, księcia pomorskiego. Ostatnia przedstawicielka dynastii Gryfitów.

## Życiorys
Najmłodsze (jedenaste) dziecko, a zarazem piąta córka (i druga, która dożyła wieku dojrzałego) ówczesnego księcia na Bardzie i Nowopolu (Neuencamp), Bogusława XIII i jego pierwszej żony Klary, księżniczki brunszwickiej. Została wydana za mąż za Ernesta, księcia Croy i Aerschot, hrabiego Fontenoy i Bayon. Ślub odbył się na zamku w Szczecinie dnia 4 sierpnia 1619. Po niewiele ponad roku, Anna owdowiała – książę Ernest zmarł w trakcie jednej z francuskich wypraw wojennych 7 października 1620.
Wobec skonfliktowania się z katolicką rodziną zmarłego męża opuściła wkrótce wraz ze swoim jedynym dzieckiem – synem Ernestem Bogusławem, późniejszym ostatnim luterańskim biskupem kamieńskim, posiadłość Vinstingen i osiadła na rodzinnym Pomorzu Zachodnim, gdzie zaopiekował się nimi starszy brat Anny, książę szczeciński Bogusław XIV. Najpierw nadał on jej w 1622 majątek w Smołdzinie koło Słupska, w roku następnym zaś posiadłość w samym Słupsku, a posiadłość (pałacyk) w Smołdzinie stał się letnią rezydencją. W 1627 Bogusław XIV nadał jej także zamek Ludwigsburg, który sprzedała w 1650. Po śmierci ostatniego z książąt pomorskich w 1637 została wraz z synem jego spadkobierczynią.

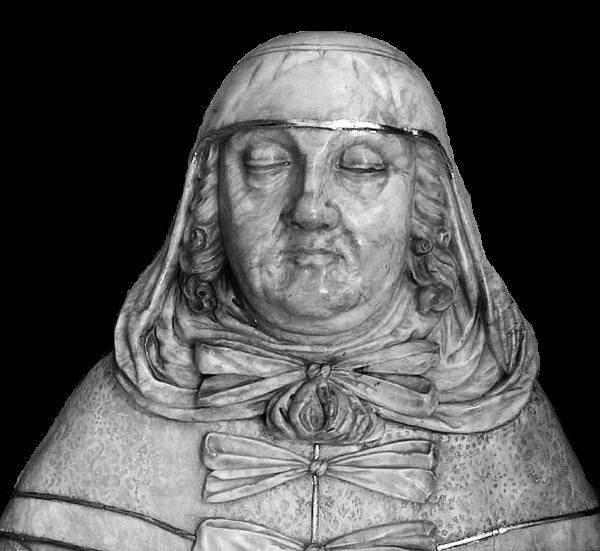
Portret Anny de Croy dłuta gdańskiego rzeźbiarza Hansa Caspara Gockhellera.

## Rodzina
Ze związku małżeńskiego z Ernestem, księciem Croy i Aerschot, hrabiego Fontenoy i Bayon miała jedynego syna, tj.
- Ernesta Bogusława de Croÿ (ur. 26 sierpnia 1620, zm. 7 lutego 1684) – biskupa kamieńskiego; tytularnego księcia Croy i Aerschot; margrabiego Hawru; hrabiego Fontenoy i Bayon; pana na Dommartin i Vinstingen oraz księcia Rzeszy[7].

### Genealogia
| Filip I wołogoski ur. 14/15 VII 1515 zm. 14 II 1560 | Filip I wołogoski ur. 14/15 VII 1515 zm. 14 II 1560 |                                              |                                              | Maria saska ur. 15 XII 1516 zm. w okr. 5–7 I 1583 | Maria saska ur. 15 XII 1516 zm. w okr. 5–7 I 1583 |  |  | Franciszek ur. ? zm. ? | Franciszek ur. ? zm. ? |                                  |                                  | Klara ur. ? zm. ? | Klara ur. ? zm. ? |
|                                                     |                                                     |                                              |                                              |                                                   |                                                   |  |  |                        |                        |                                  |                                  |                   |                   |
|                                                     |                                                     |                                              |                                              |                                                   |                                                   |  |  |                        |                        |                                  |                                  |                   |                   |
|                                                     |                                                     | Bogusław XIII ur. 9 VIII 1544 zm. 7 III 1606 | Bogusław XIII ur. 9 VIII 1544 zm. 7 III 1606 |                                                   |                                                   |  |  |                        |                        | Klara ur. 1 I 1550 zm. 26 I 1598 | Klara ur. 1 I 1550 zm. 26 I 1598 |                   |                   |
|                                                     |                                                     |                                              |                                              |                                                   |                                                   |  |  |                        |                        |                                  |                                  |                   |                   |
|                                                     |                                                     |                                              |                                              |                                                   |                                                   |  |  |                        |                        |                                  |                                  |                   |                   |
|                                                     |                                                     |                                              |                                              |                                                   |                                                   |  |  |                        |                        |                                  |                                  |                   |                   |

|  |  | Ernest de Croÿ ur. ok. 1583 zm. 7 X 1620 OO 4 VIII 1619 | Ernest de Croÿ ur. ok. 1583 zm. 7 X 1620 OO 4 VIII 1619 | Anna pomorska (ur. 3 X 1590, zm. 7 VII 1660)           | Anna pomorska (ur. 3 X 1590, zm. 7 VII 1660) |  |  |  |  |
|  |  |                                                         |                                                         |                                                        |                                              |  |  |  |  |
|  |  |                                                         |                                                         |                                                        |                                              |  |  |  |  |
|  |  |                                                         |                                                         |                                                        |                                              |  |  |  |  |
|  |  |                                                         |                                                         | Ernest Bogusław de Croÿ ur. 26 VIII 1620 zm. 7 II 1684 |                                              |  |  |  |  |

## Śmierć

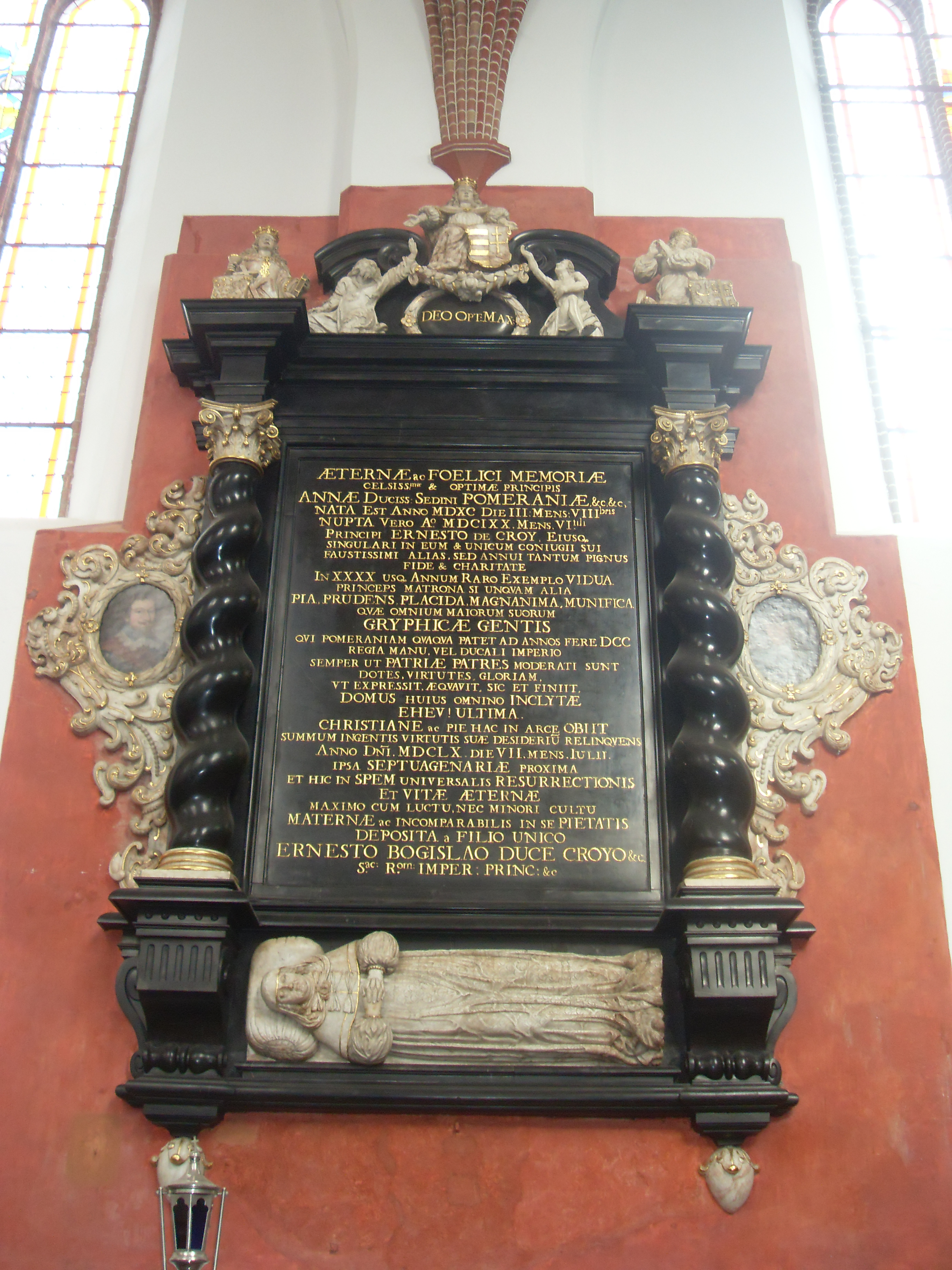
Epitafium Anny de Croÿ w kościele św. Jacka w Słupsku

Do swojej śmierci, która nastąpiła po krótkiej chorobie (na którą zapadła 26 czerwca) 7 lipca 1660, mieszkała w Słupsku. Pochowana została w kościele św. Jacka przy Zamku Książąt Pomorskich przed wielkim ołtarzem dopiero jednak 21 października 1663 po uroczystościach trwających cztery dni. W 1682 Ernest Bogusław ufundował dodatkowo epitafium istniejące do dziś, a w dwa lata później sam został zgodnie ze swoją wolą pochowany obok matki. Skarby z jej otwartego w latach siedemdziesiątych XX w. sarkofagu znajdują się w Muzeum Pomorza Środkowego na słupskim zamku.

### Opracowania
- Edward Rymar, Rodowód książąt pomorskich, Szczecin: Książnica Pomorska im. Stanisława Staszica, 2005, ISBN 83-87879-50-9, OCLC 69296056. Brak numerów stron w książce

### Opracowania online
- Kwasniak I., Zamek Ludwigsburg (pol.) [w:] Kochanowska J. (pod red.), Śladami książąt pomorskich (pol.), [dostęp 2012-08-13].
- Madsen U. Anna. Prinzessin von Pommern-Stettin. Herzogin von Croy-Havré (niem.), [dostęp 2012-08-14].
- Pyl T., Müller von der Lühne, Burchard (niem.) [w:] NDB, ADB Deutsche Biographie (niem.), [dostęp 2012-08-13].